# RGM-6 Regulus

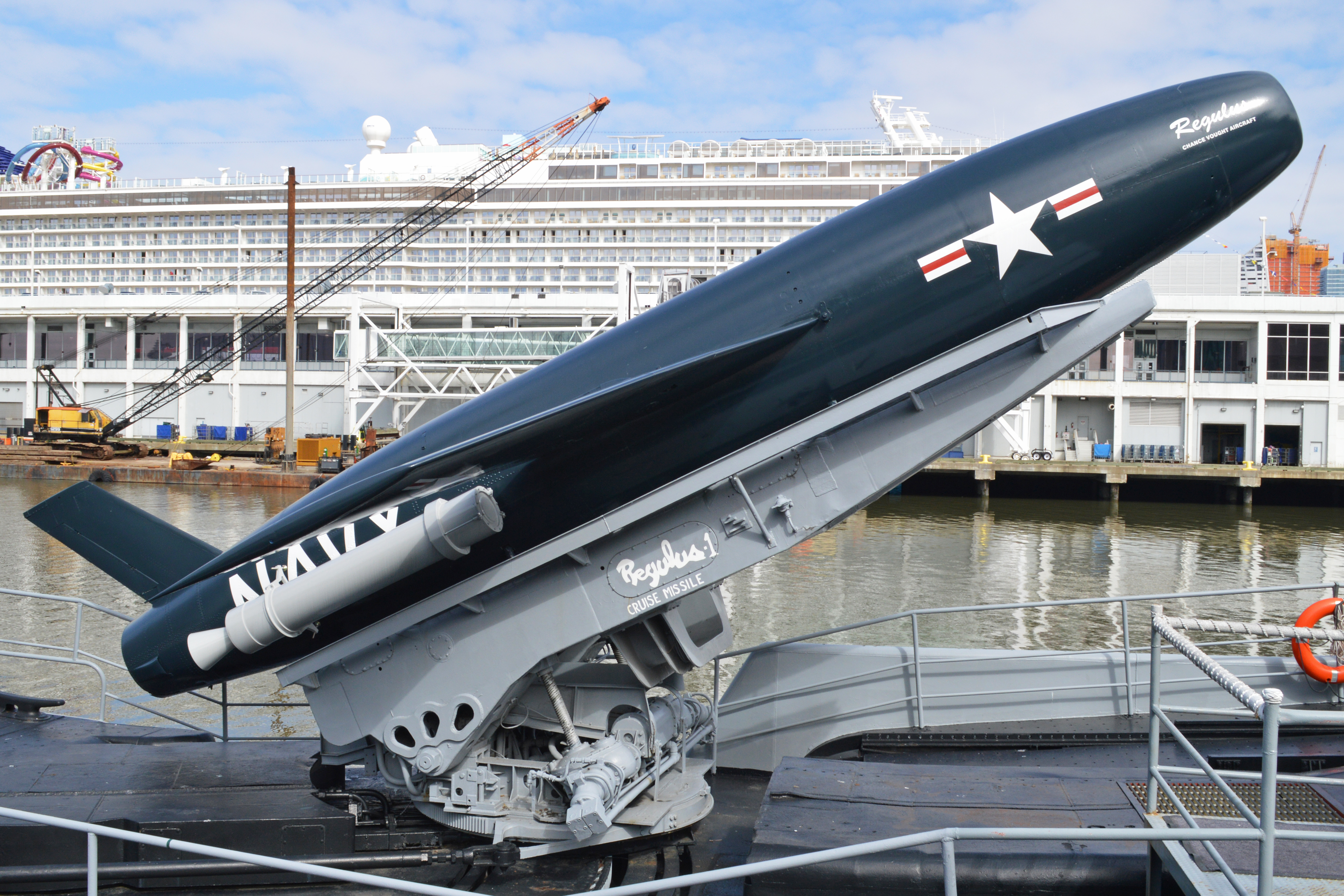

O SSM-N-8A/RGM-6 Regulus ou  Regulus I foi um míssil de cruzeiro de segunda geração desenvolvido pela Marinha dos Estados Unidos para ser lançado a partir de submarinos e navios de superfície. Ele era propulsionado por um turbojato e poderia levar ogivas nucleares, estando em serviço entre 1955 e 1964. Seu desenvolvimento esteve relacionado com os testes conduzidos pela marinha com os mísseis alemães V-1 na Naval Air Station Point Mugu na Califórnia. O seu formato em barril lembrava o de muitos aviões de combate da época, mas sem a cabine do piloto. Protótipos de teste do Regulus foram equipados com um trem de pouso e poderiam decolar e pousar como um avião. Os mísseis eram lançados de trilhos nos navios, equipados impulsionadores ao fim da fuselagem.

## Desenvolvimento

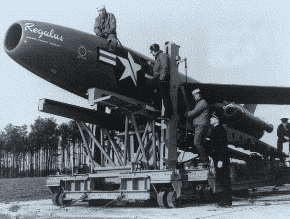
Um míssil Regulus I.

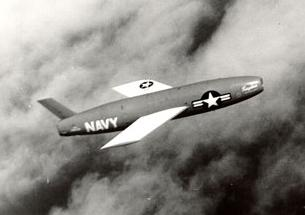
Um drone alvo KDU-1

Em outubro de 1943, a Chance Vought assinou um contrato de estudo para desenvolver um míssil com 480 km de alcance e capaz de levar uma ogiva de 1,8 toneladas. O projeto ficou parado por 4 anos, quando as Forças Armadas dos EUA deram o contrato a Martin Aircraft para desenvolver o motor turbojato de um míssil subsônico, o MGM-1 Matador. A Marinha viu o Matador como uma ameaça ao se papel com os mísseis guiados e começou o desenvolvimento de um míssil que poderia ser lançado or submarinos e ter a mesma turbina do Matador (a J33)  Em agosto de 1947 as especificações para o Regulus foram emitidas: capacidade para levar uma ogiva de 1,4 tonelada com alcance 930 km a uma velocidade de Mach 0,85, erro circular provável de 0,5% do alcance; com o míssil tendo que atingir em alcance extremo, o alvo a pelo menos 4,6 km em 50% das vezes.
Os testes em submarinos foram realizados entre 1947 e 1953 com os USS Cusk (SS-348) e USS Carbonero (SS-337) convertidos como plataformas de testes. O Regulus foi projetado para ter 9,1 m de comprimento, 3 metros de envergadura, diâmetro de 1,2 m e pesar entre 4,5-5,4 toneladas.

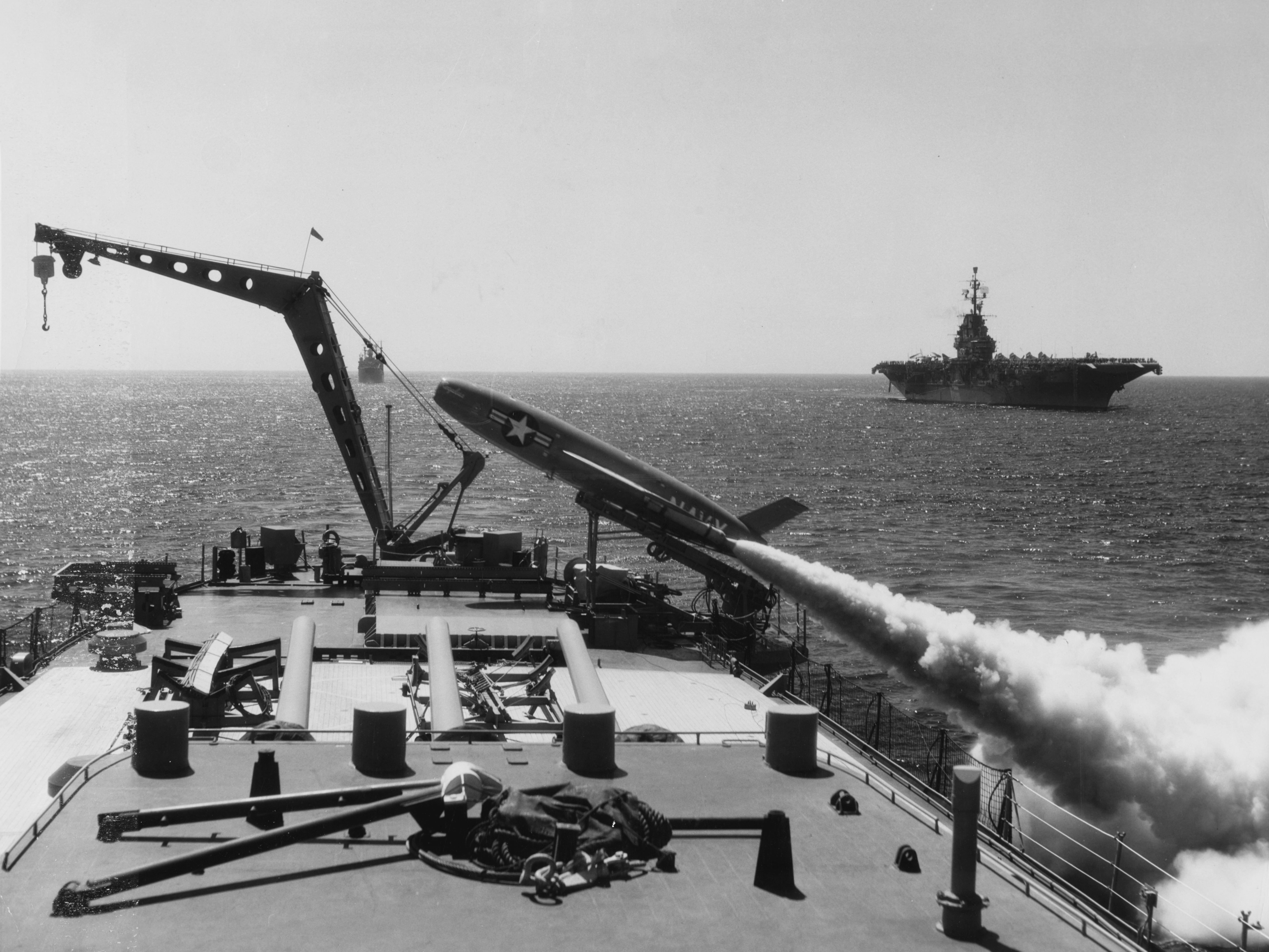
Um Regulus I disparado pelo, 1957.

| Gato     | Tunny    | 1953-1965 | 2 |
| Balao    | Barbero  | 1955-1964 | 2 |
| Grayback | Grayback | 1958-1964 | 4 |
| Grayback | Growler  | 1958-1964 | 4 |
| Halibut  | Halibut  | 1960-1964 | 5 |